# 384 Burdigala
384 Burdigala là một tiểu hành tinh ở vành đai chính. Nó được F. Courty phát hiện ngày 11.2.1894 ở Bordeaux (Pháp) và được đặt tên là Burdigala, tên tiếng Latinh của thành phố Bordeaux.
Đây là tiểu hành tinh thứ nhất trong số 2 tiểu hành tinh do ông phát hiện.